# Polomaska
Polomaska (někdy též respirátor) je zařízení určené k ochraně před vdechováním nebezpečných látek (zejména plynů) nebo prachových částic rozptýlených v ovzduší. V závislosti na druhu látek, před kterými má polomaska chránit, rozeznáváme několik druhů a velikostí polomasek. Stejně rozsáhlé jsou oblasti jeho použití, od běžné ochrany osob při práci, přes medicínské nebo průmyslové polomasky, až po využití jako součást vojenské výstroje. Polomaska pouze zakrývá nos, ústa a bradu, a může mít vdechovací a/nebo vydechovací ventil(y). Polomaska může být výhradně nebo z podstatné části zhotovena z filtračního materiálu nebo může mít lícnicovou část s hlavním filtrem (filtry), který tvoří neoddělitelnou část přístroje. Polomaska musí dobře doléhat k obličeji, takže tvář je třeba mít hladce oholenou. Polomaska bývá určena k jednorázovému použití, ale týž člověk ji může za předpokladu nepoškození a hygieny znovu použít. Polomaska s výdechovým ventilkem chrání nositele, ale nechrání okolí před nositelem, protože nefiltruje vydechovaný vzduch.

## Výroba v Česku
Na území Československa byl hojně rozšířený respirátor vyrábějící VDI Vřídlo Karlovy Vary, model se označoval RVD-02 a odpovídal normě ČSN 83 1311, výroba probíhala až do 31. srpna 2014, kdy byla ukončena pro vysokou neefektivitu. V době ukončení výroby byla doporučená maloobchodní cena polomasky 22,87 Kč s DPH.
V roce 2020 vyrábí respirátory v ČR více firem. Mezi nejznámější patří GOOD MASK s.r.o., nebo SPUR a. s.

## Třídy ochrany
V zemích Evropské unie se pro polomasky filtrující pevné částice používá jednotný systém klasifikace, který klasifikuje polomasky podle své filtrační účinnosti a maximálního celkového průniku ve třech třídách FFP - z anglického „filtering face piece“ (filtrační maska na tvář). Požadavky na zkoušení a značení filtračních polomasek dle jednotlivých tříd stanovuje norma ČSN EN 149+A1 (zkráceně EN 149), která je českou verzí evropské normy EN 149:2001+A1:2009.
K používání je dle EN 149 povolen jen takový ochranný prostředek dýchacích orgánů, jehož jednotlivé části vyhovují požadovaným zkouškám, které jsou dány příslušnou normou nebo částí normy a když s celým ochranným prostředkem byly vykonány praktické zkoušky nošením v souladu s příslušnou normou. Jestliže není možné z jakýchkoliv příčin provést zkoušku s celým ochranným prostředkem, je povolena simulace za předpokladu podobných dýchacích charakteristik a váhového rozdělení. Ochrana poskytovaná polomaskami třídy FFP2 nebo FFP3 znamená, že tyto poskytují také ochranu jako polomasky nižší třídy nebo tříd.

#### FFP2 nebo KN95
V rámci ochrany před virem SARS-CoV-2 se do ČR dovážejí polomasky značené podle zahraniční klasifikace. Jedná se o respirátory dle klasifikace USA - N95 a dle čínské klasifikace - KN95, které nemají evropský atest. Vládou České republiky i některými prodejci docházelo v průběhu pandemie Covid 2019 k zaměňování respirátorů (polomasek) třídy FFP2 s obdobně vypadajícími respirátory KN95 bez evropské certifikace. Rozdíl KN95 od FFP2 je nejen v testování, ale i v uznatelné kvalitě výrobku, kdy respirátory KN95 mohou být i o několik vrstev slabší než FFP2. Ačkoliv respirátory KN95 nemusí být srovnatelné s evropsky certifikovanými respirátory třídy FFP2, stále poskytují osobě, která je nosí lepší ochranu než ústenky.

## Konstrukce
Z hlediska konstrukce existují dvě hlavní kategorie polomasek:
- Filtrační polomaska, která se používá k filtraci vdechovaného vzduchu. Ten na základě použitých filtrů zbavuje uvedených látek.
- Polomaska, která obsahuje zásobu čerstvého a netoxického vzduchu, který dodává uživateli. FFP třídy polomasek se v ochraně prakticky neliší, ale jsou o řád lepší než roušky.[11]

## Galerie

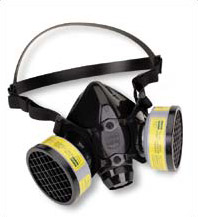
Filtrační polomaska.
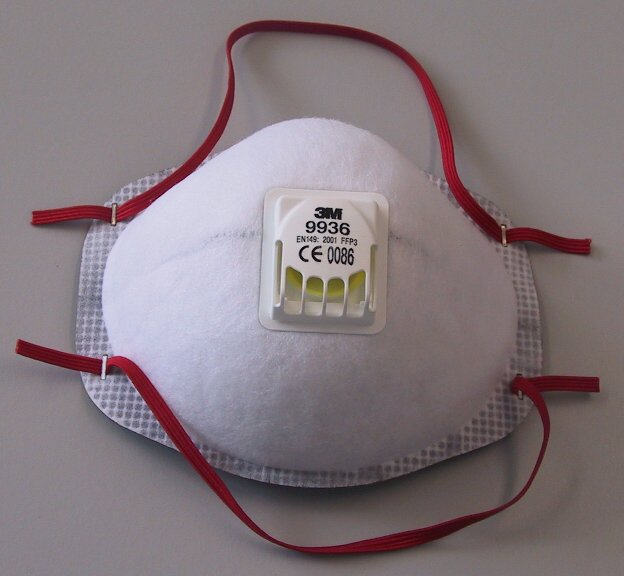
Filtrační respirátor s výdechovým ventilem (třída FFP3).

## Školení a ergonomie
| Učebnice pro školení odborníků | Učebnice pro školení odborníků | Učebnice pro školení odborníků | Učebnice pro školení odborníků | Učebnice pro školení odborníků                                                                        | Učebnice pro školení odborníků |
| Země                           | Jazyk                          | Datum zveřejnění               | Počet stran                    | Organizace, která dokument připravila                                                                 | Učebnice |
| ------------------------------ | ------------------------------ | ------------------------------ | ------------------------------ | --- | --- |
| Spojené státy americké         | Angličtina                     | 1987                           | 305                            | National Institute for Occupational Safety and Health (NIOSH)                                         | NIOSH Guide to Industrial Respiratory Protection |
| Spojené státy americké         | Angličtina                     | 2005                           | 32                             | National Institute for Occupational Safety and Health (NIOSH)                                         | NIOSH Respirator Selection Logic |
| Spojené státy americké         | Angličtina                     | 1999                           | 120                            | National Institute for Occupational Safety and Health (NIOSH)                                         | TB Respiratory Protection Program In Health Care Facilities |
| Spojené státy americké         | Angličtina                     | 2017                           | 48                             | Pesticide Educational Resources Collaborative (PERC)                                                  | Respiratory Protection Guide. Requirements for Employers of Pesticide Handlers                                                                                               |
| Spojené státy americké         | Angličtina a Španělština       | -                              | -                              | Occupational Safety and Health Administration (OSHA)                                                  | Respiratory Protection eTool (Proteccion respiratoria eTool) |
| Spojené státy americké         | Angličtina                     | 2011                           | 124                            | Occupational Safety and Health Administration (OSHA)                                                  | Small Entity Compliance Guide for the Respiratory Protection Standard (OSHA 3384 – 09)                                                                                       |
| Spojené státy americké         | Angličtina                     | 2015                           | 96                             | Occupational Safety and Health Administration (OSHA)                                                  | Hospital Respiratory Protection Program Toolkit (OSHA 3767. Resources for Respirator Program Administrators)                                                                 |
| Spojené státy americké         | Angličtina                     | 2012                           | 54                             | Occupational Safety and Health Administration (OSHA) in North Carolina                                | A Guide to Respiratory Protection (Industry Guide 44) |
| Spojené státy americké         | Angličtina                     | 2014                           | 44                             | Occupational Safety and Health Administration (OSHA) in Oregon                                        | Breathe Right! Oregon OSHA’s guide developing a respiratory protection program for small-business owners and managers                                                        |
| Spojené státy americké         | Angličtina                     | 2016                           | 32                             | Occupational Safety and Health Administration (OSHA) in Oregon                                        | Air you breathe: Oregon OSHA's respiratory protection guide for agricultural employers                                                                                       |
| Spojené státy americké         | Angličtina                     | 2014                           | 38                             | Occupational Safety and Health Administration (OSHA) in Oregon                                        | Respiratory Protection. Oregon OSHA Technical Manual |
| Spojené státy americké         | Angličtina                     | 2017                           | 51                             | Occupational Safety and Health Administration (OSHA) in California                                    | Respiratory Protection in the Workplace. A Practical Guide for Small-Business Employers. 3 ed.                                                                               |
| Spojené státy americké         | Angličtina                     | 2001                           | 166                            | Office of Nuclear Reactor Regulation. Washington, DC (USA), U.S. Nuclear Regulatory Commission        | Manual of Respiratory Protection Against Airborne Radioactive Material (NUREG/CR-0041, Revision 1)                                                                           |
| Spojené státy americké         | Angličtina                     | 1986                           | 173                            | National Institute for Occupational Safety and Health (NIOSH) a Environmental Protection Agency (EPA) | A guide to respiratory protection for the asbestos abatement industry (NIOSH IA 85 – 06; EPA DW 75932235-01-1) Archivováno 22. 3. 2021 na Wayback Machine.                   |
| Kanada                         | Francouzština                  | 2013, 2002                     | 60                             | Commission des normes, de l'equite, de la sante et de la securite du travail                          | Appareils de protection respiratoire Archivováno 22. 3. 2021 na Wayback Machine.; Guide pratique de protection respiratoire Archivováno 22. 8. 2019 na Wayback Machine. 2ed. |
| Kanada                         | Angličtina                     | 2015                           | -                              | Institut de recherche Robert-Sauve en sante et en securite du travail (IRSST)                         | A support tool for choosing respiratory protection against bioaerosols Archivováno 7. 5. 2021 na Wayback Machine.                                                            |
| Kanada                         | Francouzština                  | 2015                           | -                              | Institut de recherche Robert-Sauve en sante et en securite du travail (IRSST)                         | Un outil d’aide a la prise de decision pour choisir une protection respiratoire contre les bioaerosols Archivováno 7. 5. 2021 na Wayback Machine.                            |
| Francie                        | Francouzština                  | 2017                           | 68                             | l’Institut national de recherche et de sécurité (INRS)                                                | Les appareils de protection respiratoire. Choix et utilisation. (ED 6106) 2ed.                                                                                               |
| Německo                        | Němčina                        | 2011                           | 174                            | Deutsche Gesetzliche Unfallversicherung (DGUV)                                                        | BGR/GUV-R 190 Benutzung von Atemschutzgereaten |
| Spojené království             | Angličtina                     | 2013                           | 59                             | Health and Safety Executive (HSE)                                                                     | Respiratory protective equipment at work. A practical guide 4ed. |
| Spojené království             | Angličtina                     | 2016                           | 29                             | The UK Nuclear Industry Radiological Protection Coordination Group (IRPCG)                            | Respiratory Protective Equipment (Good Practice Guide) |
| Irsko                          | Angličtina                     | 2010                           | 19                             | The Health and Safety Authority (HSA)                                                                 | A Guide to Respiratory Protective Equipment (HSA0362) |
| Nový Zéland                    | Angličtina                     | 1999                           | 51                             | Occupational Safety and Health Service (OSHS)                                                         | A guide to respiratory protection Archivováno 12. 6. 2018 na Wayback Machine.                                                                                                |
| Chile                          | Španělština                    | 2009                           | 40                             | Instituto de Salud Publica de Chile (ISPCH)                                                           | Guia para la seleccion y control de proteccion respiratoria (Guia tecnica) Archivováno 22. 8. 2019 na Wayback Machine.                                                       |
| Španělsko                      | Španělština                    | -                              | 16                             | Instituto Nacional de Seguridad, Salud y Bienestar en el Trabajo (INSSBT)                             | Guia orientativa para la seleccion y utilizacion de protectores respiratorios (Documentos tecnicos INSHT) Archivováno 24. 4. 2019 na Wayback Machine.                        |
| Itálie                         | Italština                      | -                              | 64                             | „Sabbatini Consulting di Sabbatini Roberto“                                                           | Guida alla scelta e all'uso degli apparecchi di protezione delle vie respiratorie Archivováno 20. 8. 2018 na Wayback Machine.                                                |
| Nizozemsko                     | Nizozemština                   | 2001                           | 88                             | Nederlandse Vereniging voor Arbeidshygiëne                                                            | Selectie en Gebruik van Ademhalingsbeschermingsmiddelen |

Vydechovaný vzduch obsahuje oxid uhličitý; a tento vzduch naplní masku. Při vdechování může koncentrace oxidu uhličitého překročit maximální přípustnou hodnotu (0,5% za 8 hodin; 1,4% po dobu 15 minut). Výsledkem je bolest hlavy, nemoc. Dlouhodobé používání respirátoru může způsobit dermatitidu atd.
Vlhčí vzduch pod maskou patrně napomáhá imunitnímu systému vyrovnat se s nemocí.